# Liste der Bodendenkmale in Neuzelle
Die Liste der Bodendenkmale in Neuzelle enthält alle Bodendenkmale der brandenburgischen Gemeinde Neuzelle. Grundlage ist die Veröffentlichung der Landesdenkmalliste mit dem Stand vom 31. Dezember 2020. Die Baudenkmale sind in der Liste der Baudenkmale in Neuzelle aufgeführt.
| Gemarkung         | Flur | Kurzansprache                                                                                               | Bodendenkmalnummer | Bemerkung | Bild |
| ----------------- | ---- | --- | ------------------ | --------- | ---- |
| Bahro (Lage)      | 1    | Siedlung Urgeschichte                                                                                       | 90031              |           |      |
| Bahro (Lage)      | 1    | Dorfkern deutsches Mittelalter, Dorfkern Neuzeit                                                            | 90032              |           |      |
| Bomsdorf (Lage)   | 2    | Siedlung Bronzezeit, Siedlung Eisenzeit                                                                     | 90033              |           |      |
| Bomsdorf (Lage)   | 1    | Siedlung Bronzezeit, Siedlung Eisenzeit                                                                     | 90034              |           |      |
| Bomsdorf (Lage)   | 1, 2 | Siedlung Urgeschichte                                                                                       | 90035              |           |      |
| Bomsdorf (Lage)   | 2    | Dorfkern deutsches Mittelalter, Burg deutsches Mittelalter, Dorfkern Neuzeit, Schloss Neuzeit               | 90036              |           |      |
| Göhlen (Lage)     | 1    | Dorfkern deutsches Mittelalter, Dorfkern Neuzeit                                                            | 90073              |           |      |
| Göhlen (Lage)     | 1    | Siedlung slawisches Mittelalter                                                                             | 90074              |           |      |
| Henzendorf (Lage) | 2    | Siedlung deutsches Mittelalter                                                                              | 90082              |           |      |
| Henzendorf (Lage) | 4, 5 | Wüstung deutsches Mittelalter                                                                               | 90083              |           |      |
| Henzendorf (Lage) | 2    | Wüstung deutsches Mittelalter                                                                               | 90084              |           |      |
| Henzendorf (Lage) | 1    | Wüstung deutsches Mittelalter                                                                               | 90085              |           |      |
| Henzendorf (Lage) | 1, 2 | Dorfkern deutsches Mittelalter, Dorfkern Neuzeit                                                            | 90087              |           |      |
| Kobbeln (Lage)    | 2    | Dorfkern deutsches Mittelalter, Dorfkern Neuzeit                                                            | 90091              |           |      |
| Möbiskruge (Lage) | 3    | Siedlung Bronzezeit                                                                                         | 90107              |           |      |
| Möbiskruge (Lage) | 4    | Siedlung Urgeschichte                                                                                       | 90108              |           |      |
| Möbiskruge (Lage) | 2    | Dorfkern deutsches Mittelalter, Dorfkern Neuzeit                                                            | 90109              |           |      |
| Möbiskruge (Lage) | 1, 2 | Kirche deutsches Mittelalter, Kirche Neuzeit                                                                | 90110              |           |      |
| Möbiskruge (Lage) | 5    | Siedlung Bronzezeit, Siedlung Eisenzeit                                                                     | 90111              |           |      |
| Neuzelle (Lage)   | 1    | Einzelfund Neuzeit, Einzelfund Eisenzeit, Burgwall slawisches Mittelalter, Einzelfund deutsches Mittelalter | 90128              |           |      |
| Neuzelle (Lage)   | 2    | Burgwall Bronzezeit, Burgwall Eisenzeit                                                                     | 90140              |           |      |
| Ossendorf (Lage)  | 1    | Dorfkern deutsches Mittelalter, Dorfkern Neuzeit                                                            | 90143              |           |      |
| Schwerzko (Lage)  | 1    | Mühle Neuzeit                                                                                               | 90038              |           |      |
| Schwerzko (Lage)  | 1    | Mühle Neuzeit                                                                                               | 90112              |           |      |
| Schwerzko (Lage)  | 1    | Siedlung Urgeschichte                                                                                       | 90168              |           |      |
| Schwerzko (Lage)  | 1    | Dorfkern Neuzeit, Dorfkern deutsches Mittelalter                                                            | 90169              |           |      |
| Steinsdorf (Lage) | 1    | Siedlung Neolithikum, Gräberfeld Bronzezeit                                                                 | 90172              |           |      |
| Steinsdorf (Lage) | 3    | Acker Neuzeit, Acker deutsches Mittelalter                                                                  | 90173              |           |      |
| Steinsdorf (Lage) | 1    | Dorfkern deutsches Mittelalter, Dorfkern Neuzeit                                                            | 90174              |           |      |
| Steinsdorf (Lage) | 1    | Siedlung Urgeschichte                                                                                       | 90175              |           |      |
| Steinsdorf (Lage) | 1    | Siedlung Urgeschichte                                                                                       | 90177              |           |      |
| Treppeln (Lage)   | 5    | Mühle Neuzeit, Mühle deutsches Mittelalter                                                                  | 90157              |           |      |
| Treppeln (Lage)   | 5    | Mühle Neuzeit                                                                                               | 90176              |           |      |
| Treppeln (Lage)   | 4    | Wüstung deutsches Mittelalter                                                                               | 90182              |           |      |
| Treppeln (Lage)   | 6    | Wüstung deutsches Mittelalter                                                                               | 90183              |           |      |
| Treppeln (Lage)   | 1    | Siedlung Bronzezeit                                                                                         | 90184              |           |      |
| Treppeln (Lage)   | 4    | Siedlung deutsches Mittelalter                                                                              | 90185              |           |      |
| Treppeln (Lage)   | 1, 2 | Dorfkern deutsches Mittelalter, Dorfkern Neuzeit                                                            | 90186              |           |      |